# Geigeria
 Geigeria   Griess., 1830 è un genere di piante angiosperme dicotiledoni della famiglia delle Asteraceae, sottofamiglia Asteroideae, tribù Inuleae e sottotribù Plucheinae.

## Etimologia
Il nome scientifico del genere è stato definito dal botanico Ludwig Griesselich (1804-1848) nella pubblicazione " Linnaea; Ein Journal für die Botanik in ihrem ganzen Umfange. Berlin" (  Linnaea 5(4): 411) del 1830.

## Descrizione

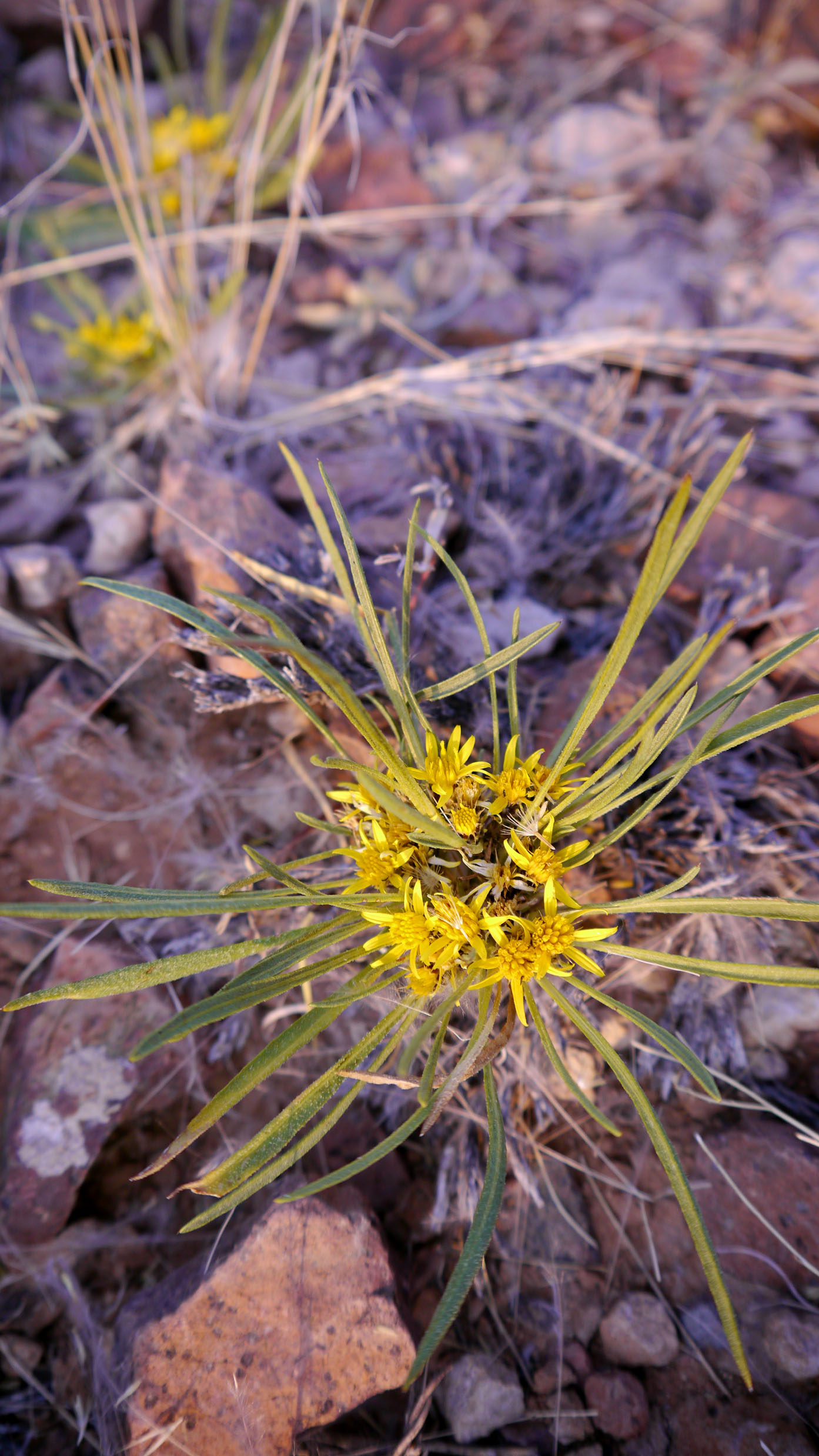
Il portamento
Geigeria_ornativa

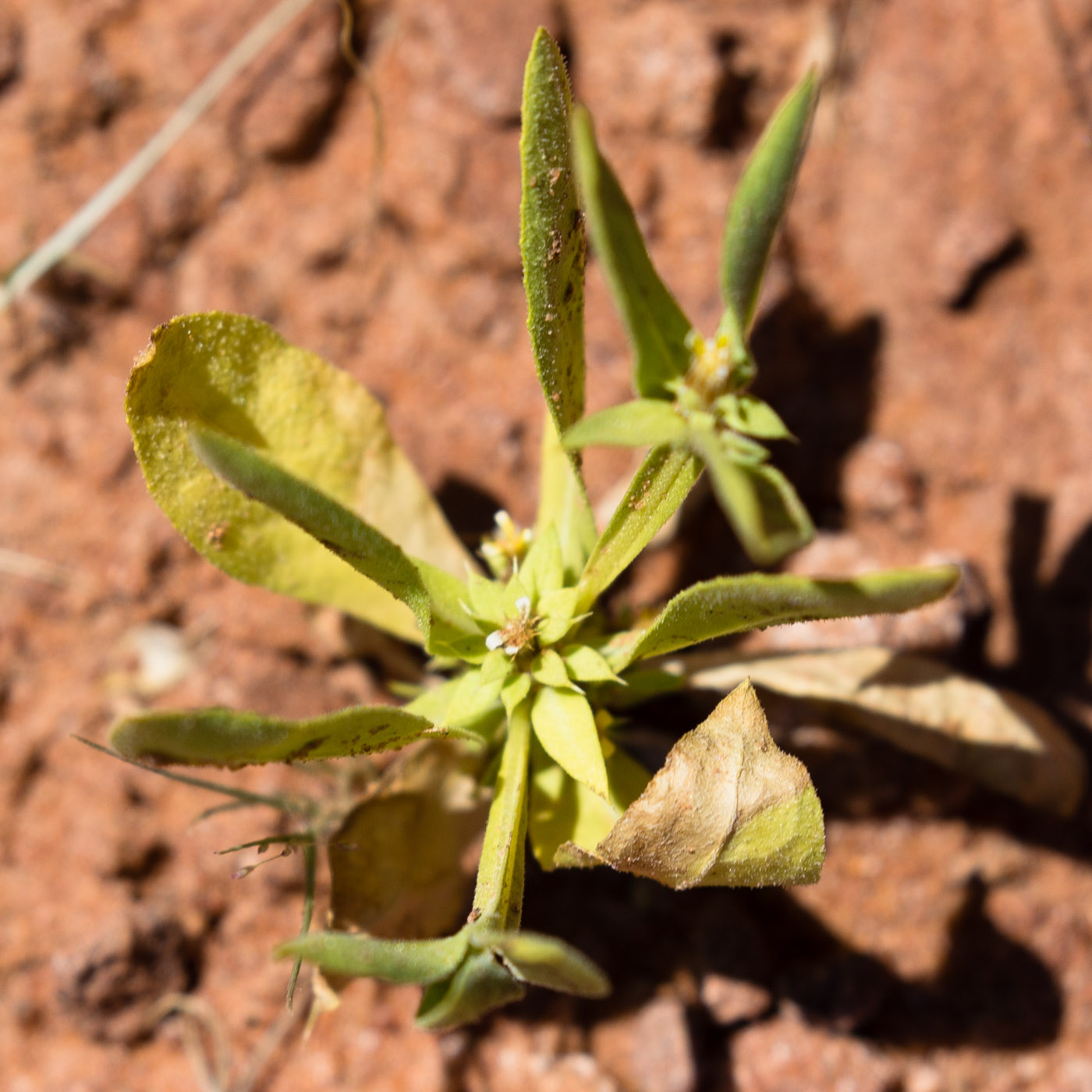
Le foglie
Geigeria alata

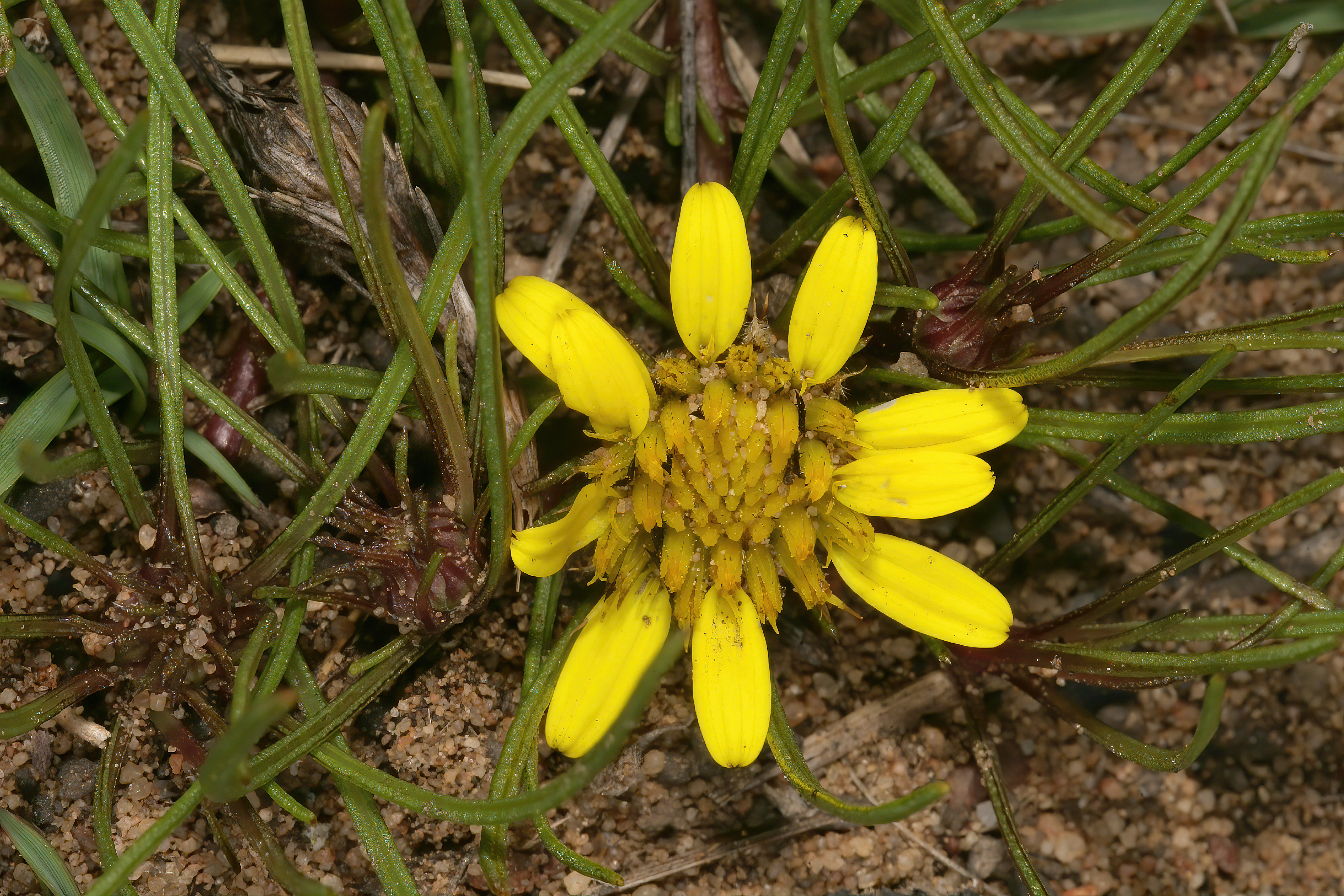
Infiorescenza
Geigeria burkei

Portamento. Le specie di questo genere sono subarbusti o erbe perenni o annue.
Fusto. La parte sotterranea del fusto consiste prevalentemente in rizomi allungati. La parte aerea del fusto, alata, in genere è sprovvista di condotti di resina. Generalmente il floema è privo di strati fibrosi; inoltre sono assenti i tessuti latticiferi.
Foglie. Le foglie lungo il caule sono disposte in modo alternato. La lamina è semplice, sessile con forme da lineari a lanceolate. Talvolta è decorrente.
Infiorescenza. Le infiorescenze sono formate da capolini sia solitari che in formazioni corimbose. I capolini eterogami sono di tipo radiato (talvolta sono discoidi). I capolini sono formati da un involucro composto da brattee disposte in modo embricato al cui interno un ricettacolo fa da base ai fiori ligulati periferici o fiori del raggio e ai fiori tubulosi quelli centrali o del disco. L'involucro può essere cilindrico, campanulato o a forma di coppa. Le brattee sono disposte generalmente su più righe; hanno consistenza erbacea o cartilaginea, ma senza margini ialini; gli stereomi non sono divisi. Il ricettacolo è nudo ma con numerose setole.
Fiori.  I fiori sono tetra-ciclici (formati cioè da 4 verticilli: calice – corolla – androceo – gineceo) e pentameri (calice e corolla formati da 5 elementi). Si distinguono in:
- fiori del raggio (esterni): sono femminili e sono disposti su una o più serie; la forma è ligulata (zigomorfa); talvolta sono assenti;
- fiori del disco (centrali): sono più numerosi con forme brevemente tubulose (attinomorfe); sono ermafroditi.

- Formula fiorale:

*/x K {\displaystyle \infty }, [C (5), A (5)], G 2 (infero), achenio
- Calice: i sepali del calice sono ridotti ad una coroncina di squame.

- Corolla:

- fiori del raggio: la forma della corolla alla base è più o meno tubulosa-imbutiforme, mentre all'apice è ligulata; la ligula può terminare con alcuni denti; il colore è giallo;
- fiori del disco: la forma è tubulare bruscamente divaricata in 4-5 profondi lobi; il colore è giallo.

- Androceo: l'androceo è formato da 5 stami sorretti da filamenti generalmente liberi; gli stami sono connati e formano un manicotto circondante lo stilo; le teche (produttrici del polline) sono troncate e sono lungamente speronate con brevi code. Il tessuto dell'endotecio è a forma polarizzata. Le cellule del collare dei filamenti sono piatte o di tipo mammelloso.

- Gineceo: il gineceo ha un ovario uniloculare infero formato da due carpelli.[4] Lo stilo è unico e con due stigmi nella parte apicale. Gli stigmi spesso sono provvisti di peli acuti che terminano sopra la biforcazione, oppure da peli ottusi che terminano al di sotto della biforcazione. Le superfici stigmatiche confluiscono all'apice, mentre alla base sono separate in due distinte linee (lignee stigmatiche marginali[6]). Il polline è spinuloso.

Frutti.  I frutti sono degli acheni con pappo. Gli acheni sono ellissoidi o a spirale. La superficie è pelosa, mentre l'epidermide è priva di cristalli. Il pappo è formato larghe setole/scaglie su due righe. Nella porzione mediana possono essere presenti delle lunghe setole.

## Biologia
Impollinazione: l'impollinazione avviene tramite insetti (impollinazione entomogama tramite farfalle diurne e notturne).

Riproduzione: la fecondazione avviene fondamentalmente tramite l'impollinazione dei fiori (vedi sopra).

Dispersione: i semi (gli acheni) cadendo a terra sono successivamente dispersi soprattutto da insetti tipo formiche (disseminazione mirmecoria). In questo tipo di piante avviene anche un altro tipo di dispersione: zoocoria. Infatti gli uncini delle brattee dell'involucro (se presenti) si agganciano ai peli degli animali di passaggio disperdendo così anche su lunghe distanze i semi della pianta. Inoltre per merito del pappo (se presente) il vento può trasportare i semi anche a distanza di alcuni chilometri (disseminazione anemocora).

## Distribuzione e habitat
Le specie di questo genere sono distribuite in Africa e nella Penisola Arabica.

## Sistematica
La famiglia di appartenenza di questa voce (Asteraceae o Compositae, nomen conservandum) probabilmente originaria del Sud America, è la più numerosa del mondo vegetale, comprende oltre 23.000 specie distribuite su 1.535 generi, oppure 22.750 specie e 1.530 generi secondo altre fonti (una delle checklist più aggiornata elenca fino a 1.679 generi). La famiglia attualmente (2021) è divisa in 16 sottofamiglie; la sottofamiglia Asteroideae è una di queste e rappresenta l'evoluzione più recente di tutta la famiglia.

### Filogenesi
La tribù Inuleae (comprendente le Inulinae) è una delle 21 tribù della sottofamiglia Asteroideae). Da un punto di vista filogenetico, la tribù Inuleae, all'interno della sottofamiglia, fa parte del gruppo "Helianthodae". La sottotribù Plucheinae  è caratterizzata da corolle con varie tonalità di rosa, malva o porpora, con stigmi ricoperti di peli acuti, ma senza la caratteristica di avere dei grandi cristalli di ossalato nelle cellule dell'epidermide dell'achenio.
La sottotribù è divisa in vari subcladi. Il genere di questa voce appartiene al gruppo dell'"Areale Sudafricano" comprendente i generi: Geigeria, Ondetia, Antiphiona, Calostephane e Pegolettia.
I caratteri distintivi del genere sono:
- i fiori del raggio sono gialli e ben sviluppati;
- il ricettacolo è provvisto di numerose setole.

Il numero cromosomico delle specie di questo genere è: 2n = 20.

### Elenco delle specie
Questo genere ha 28 specie:
- Geigeria acaulis Benth. & Hook.f. ex Oliv. & Hiern
- Geigeria acicularis O.Hoffm.
- Geigeria affinis S.Moore
- Geigeria africana Griess.
- Geigeria alata (Hochst. & Steud.) Benth. & Hook.f. ex Oliv. & Hiern
- Geigeria angolensis O.Hoffm.
- Geigeria aspalathoides S.Moore
- Geigeria aspera Harv.
- Geigeria brevifolia (DC.) Harv.
- Geigeria burkei Harv.
- Geigeria decurrens S.Ortiz, Rodr.Oubiña & Buján
- Geigeria elongata Alston
- Geigeria engleriana Muschl.
- Geigeria hoffmanniana Hiern
- Geigeria linosyroides Welw. ex Hiern
- Geigeria mendoncae Merxm.
- Geigeria nianganensis Dinter ex Merxm.
- Geigeria obtusifolia L.Bolus
- Geigeria odontoptera O.Hoffm.
- Geigeria ornativa O.Hoffm.
- Geigeria otaviensis (Merxm.) Merxm.
- Geigeria pectidea (DC.) Harv.
- Geigeria pilifera Hutch.
- Geigeria plumosa Muschl.
- Geigeria rigida O.Hoffm.
- Geigeria schinzii O.Hoffm.
- Geigeria spinosa O.Hoffm.
- Geigeria vigintisquamea O.Hoffm.

### Sinonimi
Sono elencati alcuni sinonimi per questa entità:
- Araschcoolia Sch.Bip.
- Diplostemma  Hochst. & Steud.
- Dizonium  Willd. ex Schltdl.
- Thysanurus  O.Hoffm.
- Zeyheria  A.Spreng.